# Schernebeck
Schernebeck ist eine Ortschaft und ein Ortsteil der Stadt Tangerhütte im Süden des Landkreises Stendal in Sachsen-Anhalt.

## Geographie

### Lage
Schernebeck, ein Dreieckplatzdorf mit Erweiterung zum Straßendorf nach Nordwesten mit Kirche, liegt rund sechs Kilometer nordwestlich von Tangerhütte am Rand der Colbitz-Letzlinger Heide am Südrand der Altmark. Das Dorf ist umgeben vom Landschaftsschutzgebiet „Uchte-Tangerquellen und Waldgebiete nördlich Uchtspringe“. Im Westen und Süden beginnt das Naturschutzgebiet Mahlpfuhler Fenn. Durch das Dorf fließen der Mühlengraben und der Schernebecker Mühlengraben nach Süden in den Fluss Lüderitzer Tanger.
Das waldreiche Gelände südwestlich von Schernebeck steigt vom Tangertal um fast 80 meter an und ist Teil eines großen Truppenübungsplatzes an der Grenze zum Landkreis Börde.
Nachbarorte sind Brunkau im Nordwesten, Stegelitz im Nordosten, Schönwalde (Altmark) und Tangerhütte mit Mahlpfuhl im Südosten.

### Ortschaftsgliederung
Zur Gemarkung der Ortschaft gehört neben dem Dorf Schernebeck das frühere Forsthaus Schernebeck mit dem Forsthof im Mahlpfuhler Fenn.

## Geschichte

### Mittelalter bis Neuzeit
Der Ort wird urkundlich erstmals im Jahre 1121 als Schirinbeche oder Schirinbiche erwähnt, als der Bischof von Halberstadt Reinhard von Blankenburg den Ort an das Kloster Schöningen übereignet. Im Jahre 1212 verglichen sich der Bischof von Halberstadt und der Graf Siegfried von Osterburg über das Dorf Scerenbike. Im Landbuch der Mark Brandenburg von 1375 wird das Dorf als Schermbeke aufgeführt.
Am Mühlengraben im Dorf wurde noch im 20. Jahrhundert eine Wassermühle betrieben. Am östlichen Ortsausgang stand eine Windmühle. Früher standen auf dem Mühlenberg südöstlich des Dorfes zwei Windmühlen.
Im Rahmen der Dorferneuerung wurde in den letzten Jahren ein neues Gemeindehaus eröffnet, Häuserfassaden und -dächer, die Dorfstraße und die Grünflächen saniert.
Die Freiwillige Feuerwehr sowie die Sportgemeinschaft, der Fahrradclub, der Förderverein Schernebecker Kirche und der Landfrauenverein prägen das Gemeindeleben, sie sind Träger der Faschings- und Maskenbälle, Maifeuer, Kinder-, Sport- und Feuerwehr-Feste sowie der Konzerte in der Schernebecker Kirche.

### Herkunft des Ortsnamens
Heinrich Sültmann meint, der Name (1121 Schirinbeche, 1212 Scerenbike) kommt vom mittelhochdeutschen „schir“ oder „scir“ für „rein“ oder „klar“ und von „beke“ für „Bach“. Der Name bedeutet also „Siedlung am klaren Bach“.

### Archäologie
Im Jahre 1910 wurde über ein in Schernebeck gefundenes winziges Hohlbeil (Hohlaxt) aus fünften Periode der Bronzezeit berichtet. Sein Verbleib ist nicht bekannt.
Im Frühjahr 1937 wurden bei Bauarbeiten für einen Weg zur neuen Straße nach Brunkau am nordöstlichen Ausgang von Schernebeck von Arbeitern 50 Meter von der Straße entfernt in einer Tiefe von 60 Zentimetern zehn Gerippe gefunden. Anhand zweier Schläfenringe wurde die Fundstelle als ein slawisches Körpergräberfeld identifiziert. Die Ringe wurden 1937 an das Altmärkische Museum in Stendal übergeben.

### Wüstungen
Bei der Separation sind folgende Wüstungen in der Gemarkung Schernebeck aufgegangen: die wüste Feldmark Berkhorst, die Wüstungen Wodecke und Alt Wodecke und im Nordwesten die Wüstung Seppin. Dazu gehört auch die Wüstung Potbul, 2,25 Kilometer südöstlich von Schernebeck, beim heutigen Pottboltdammgraben gelegen.

### Wüstung Seppin
Die Wüstung Seppin liegt drei Kilometer nordwestlich von Schernebeck, zwei Kilometer östlich vom Landsberg südöstlich der B 189 am Rande der Colbitz-Letzlinger Heide. Sie ist ein Sandfeld und besteht stellenweise aus Flugsand. 1792 war auf der wüsten Dorfstelle Seppin die Unterförsterei Neuhaus Seppin für den königlichen Unterförster im Forstrevier Burgstall errichtet worden.

### Eingemeindungen
Ursprünglich gehörten Gut und Dorf Schernebeck zum Tangermündeschen Kreis der Mark Brandenburg in der Altmark. Von 1807 bis 1813 lagen beide im Kanton Burgstall auf dem Territorium des napoleonischen Königreichs Westphalen. Nach weiteren Änderungen kamen Gut und Gemeinde zum Kreis Stendal, dem späteren Landkreis Stendal. Am 30. September 1928 wurde der Gutsbezirk Schernebeck mit der Landgemeinde Schernebeck vereinigt.
Am 25. Juli 1952 kam die Gemeinde zum Kreis Tangerhütte. Nach dessen Auflösung gehörte sie ab 1. Januar 1988 zum Kreis Stendal und schließlich ab 1. Juli 1994 wieder zum Landkreis Stendal.
In einem Gebietsänderungsvertrag zwischen der Stadt Tangerhütte und allen Mitgliedsgemeinden der Verwaltungsgemeinschaft Tangerhütte-Land wurde deren Eingemeindung nach Tangerhütte geregelt. Dem Vertrag stimmte der Gemeinderat Schernebeck am 12. Mai 2010 zu. Er wurde vom Landkreis als unterer Kommunalaufsichtsbehörde genehmigt und die Eingemeindung trat am 31. Mai 2010 in Kraft. So wurde Schernebeck eine Ortschaft und ein Ortsteil der Einheitsgemeinde Stadt Tangerhütte.

### Einwohnerentwicklung

#### Dorf und Gut
| Jahr             | 1734 | 1772 | 1790 | 1798 | 1801 | 1818 | 1840 | 1864 | 1871 | 1885 | 1892 | 1895 | 1900 | 1905 |
| Dorf Schernebeck | 208  | 57   | 269  | 181  | 234  | 283  | 369  | 565  | 524  | 520  | 509  | 506  | 462  | 353  |
| Gut Schernebeck  |      |      |      | 092  |      |      |      |      |      |      |      |      |      | 03   |

#### Gemeinde
| Jahr | Einwohner |
| ---- | --------- |
| 1910 | [00]449   |
| 1925 | 435       |
| 1939 | 409       |
| 1946 | 579       |
| 1964 | 424       |
| 1971 | 359       |
| 1981 | 297       |
| 1985 | [00]270   |

| Jahr | Einwohner |
| ---- | --------- |
| 1990 | [00]239   |
| 1993 | 244       |
| 1995 | [00]240   |
| 2000 | [00]269   |
| 2004 | [00]256   |
| 2006 | [00]240   |
| 2008 | [00]243   |
| 2009 | [00]244   |

Quelle, wenn nicht angegeben, bis 1993:

#### Ortsteil
| Jahr | Einwohner |
| ---- | --------- |
| 2014 | [00]236   |
| 2018 | [00]223   |
| 2019 | [00]220   |
| 2020 | [00]220   |
| 2021 | [00]225   |
| 2022 | [0]227    |
| 2023 | [0]221    |

## Religion
- Die evangelische Kirchengemeinde Schernebeck, die früher zur Pfarrei Groß Schwarzlosen bei Lüderitz gehörte,[29] wird heute betreut vom Pfarrbereich Tangerhütte im Kirchenkreis Stendal im Bischofssprengel Magdeburg der Evangelischen Kirche in Mitteldeutschland.[30] Die ältesten überlieferten Kirchenbücher für Schernebeck stammen aus dem Jahre 1738, ältere Einträge sind bei Groß Schwarzlosen zu finden.[31]
- Die katholischen Christen gehören zur Pfarrei St. Anna in Stendal im Dekanat Stendal im Bistum Magdeburg.[32]

## Politik

### Ortsbürgermeister
Udo Wendorf ist Ortsbürgermeister der Ortschaft Schernebeck.

### Ortschaftsrat
Die Ortschaftsratswahl am 9. Juni 2024 lieferte folgende Sitzverteilung (in Klammern die Ergebnisse von 2019).
Je ein Sitz:
- Einzelbewerber Wendorf (1 Sitz)
- Einzelbewerber Knull
- Einzelbewerber Neske (1 Sitz)
- Einzelbewerber Haupt (1 Sitz)
- Einzelbewerber Locke

Von 185 Wahlberechtigten hatten 129 ihre Stimme abgegeben, die Wahlbeteiligung betrug damit 69,73 Prozent.
Der öffentlichen Bekanntmachung des Wahlergebnisses der Gemeinde zufolge hatten die Bewerber Haupt und Locke keinen Sitz errungen. Das wurde später korrigiert.

## Kultur und Sehenswürdigkeiten
- Die evangelische Dorfkirche Schernebeck, eine 1896 vom Colbitzer Bauunternehmer Jacob Bierstedt (1839–1905)[38] errichtete Backsteinkirche trat an die Stelle einer wegen Baufälligkeit abgerissenen Kirche. Der Turm ist 36,5 Meter hoch,[39] die Kirchenfenster sind mit kunstvollen Glasmalereien verziert. Den Altaraufsatz und die Kanzel schuf Hofbildhauer Gustav Kuntzsch[40] aus Wernigerode.
- Der Ortsfriedhof ist am südöstlichen Ortsausgang.
- In Schernebeck steht an der Kirche ein Denkmal für die Gefallenen des Ersten und Zweiten Weltkrieges, Granitblöcke in Form eines Tempels mit eingelassener Namenstafel.[41]
- Zwei Wohnhäuser und der Forsthof westlich des Dorfes stehen unter Denkmalschutz.[4]

## Wirtschaft und Infrastruktur
Neben der in Schernebeck ansässigen Agrargenossenschaft gibt es im Ort kleinere Gewerbebetriebe.

### Verkehr
Schernebeck liegt an der Landstraße zwischen Tangerhütte und der Bundesstraße 189 nahe Lüderitz. Schernebeck ist auch an den öffentlichen Personennahverkehr des Landkreises Stendal angebunden. Es verkehren Linienbusse und Rufbusse von stendalbus. Der nächste Bahnhof befindet sich in Tangerhütte an der Strecke Magdeburg–Wittenberge.